# John Sharian
John Sharian, né le 23 novembre 1972 à Connecticut aux États-Unis est un acteur américain qui a joué entre autres dans les films The Machinist, Le Cinquième Élément et Il faut sauver le soldat Ryan, ou encore dans la série Les Experts : Miami.

## Filmographie sélective
- 1997 : Le Cinquième Élément de Luc Besson
- 1998 : Il faut sauver le soldat Ryan (Saving Private Ryan) de Steven Spielberg
- 2004 : The Machinist de Brad Anderson : Ivan
- 2004 : L'Enfer des loups (Romasanta) de Paco Plaza
- 2015 : True Story de Rupert Goold
- 2019 : Les Baronnes (The Kitchen) d'Andrea Berloff